# Erwin-Josef Speckmann

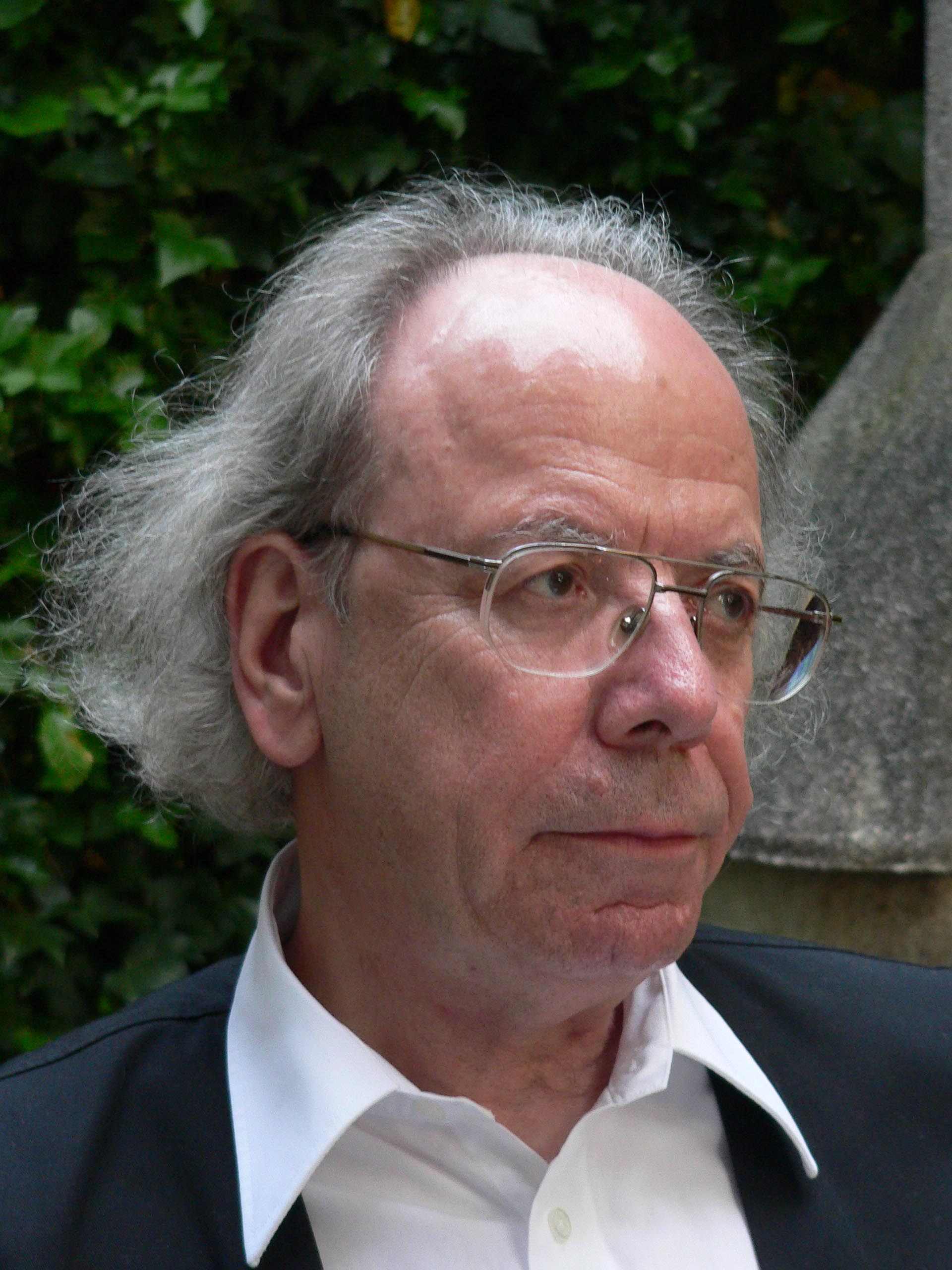
Erwin-Josef Speckmann, 2008

Erwin-Josef Speckmann (* 25. April 1939 in Münster) ist ein deutscher Neurophysiologe, Maler und Bildhauer.

## Leben
Nach dem Studium in Wien und an der Westfälischen Wilhelms-Universität in Münster (bis 1965) war Speckmann ab 1967 am Physiologischen Institut der Universität Münster (bei Heinz Caspers) tätig. Dort 1966 Promotion und 1969 Habilitation für das Fach Physiologie. 1971 wurde er Dozent, 1972 außerplanmäßiger Professor, 1973 wissenschaftlicher Rat und Professor.
Von 1978 bis 1986 leitete er die Abteilung für experimentelle Epilepsieforschung am Physiologischen Institut der Universität Münster, von 1986 bis zu seiner Emeritierung (2005) war er Ordinarius für Neurophysiologie und ab 1987 Geschäftsführender Direktor des Instituts für Physiologie der Universität Münster.
Speckmann war u. a. 1974–1975 sowie 1988–1989 Präsident der Deutschen EEG-Gesellschaft (seit 1996: Deutsche Gesellschaft für Klinische Neurophysiologie und Funktionelle Bildgebung; DGKN); 1985–1987 Vorsitzender der Deutschen Sektion der Internationalen Liga gegen Epilepsie (seit 2004: Deutsche Gesellschaft für Epileptologie [DGfE]) und 1995 Erster Vorsitzender der Deutschen Physiologischen Gesellschaft.
Er war u. a. von 1988 bis 1998 zusammen mit Dieter Scheffner (Berlin) und Peter Wolf (Bielefeld-Bethel) Herausgeber der Epilepsie-Blätter. Rundbrief und Zeitschrift der Deutschen Sektion der Internationalen Liga gegen Epilepsie im Bethel-Verlag, Bielefeld, als Vorläufertitel der heutigen Zeitschrift für Epileptologie der DGfE.
Doktoranden und Habilitanten von Speckmann waren unter anderem Christian E Elger, Rüdiger Köhling, Michael Madeja und Carsten Saft.
Neben seiner wissenschaftlichen Tätigkeit ist er als Maler und Bildhauer tätig.
Seine Tochter ist die Informatikerin Bettina Speckmann (* 1972).

## Ehrungen
- 1973: Michael-Preis der Stiftung Michael (Stiftung zur Bekämpfung von Anfallskrankheiten)
- 1981: Hans-Berger-Preis durch die Deutsche Gesellschaft für Klinische Neurophysiologie und Funktionelle Bildgebung
- 1984: (Alfred-)Hauptmann-Preis des Epilepsiekuratoriums
- 2006: Ehrenmitglied der Deutschen Gesellschaft für Klinische Neurophysiologie und Funktionelle Bildgebung
- 2007: Otfrid-Foerster-Medaille der Deutschen Gesellschaft für Epileptologie
- 2010: Ehrenmitglied der Deutschen Gesellschaft für Epileptologie
- 2011: Verdienstkreuz 1. Klasse der Bundesrepublik Deutschland
- 2019: Ehrenmitglied der Kunstakademie Münster

## Schriften (Auswahl)
- Erich Schütz, Heinz Caspers, Erwin-Josef Speckmann: Physiologie. 15. Auflage. Urban & Schwarzenberg, München / Wien / Baltimore 1978. (16. Auflage 1982)
- E.-J. Speckmann, H. Caspers (Hrsg.): Origin of Cerebral Field Potentials. Thieme, Stuttgart 1979.
- M. R. Klee, H. D. Lux, E.-J. Speckmann (Hrsg.): Physiology and Pharmacology of Epileptogenic Phenomena. Raven Press, New York 1982.
- E.-J. Speckmann, C. E. Elger (Hrsg.): Epilepsy and Motor System. In: Proceedings of an International Symposium, Münster, FRG, December 4 – 5, 1981. Urban & Schwarzenberg, München 1983.
- Einführung in die Neurophysiologie. Wissenschaftliche Buchgesellschaft, Darmstadt 1981. (3. Auflage 1991)
- E.-J. Speckmann: Experimentelle Epilepsieforschung. (= Erträge der Forschung. Band 241). Wissenschaftliche Buchgesellschaft, Darmstadt 1986.
- H. G. Wieser, E.-J. Speckmann, J. Engel Jr (Hrsg.): The Epileptic Focus. (= Current Problems in Epilepsy. Vol 3). J. Libbey, London/Paris 1987.
- Erwin-Josef Speckmann, Helga Schulze: Der Versorgungsteil des Organismus. Wissenschaftliche Buchgesellschaft, Darmstadt 1990.
- M. R. Klee, H. D. Lux, E.-J. Speckmann (Hrsg.): Physiology, Pharmacology and Development of Epileptogenic Phenomena. (= Experimental Brain Research Series. Vol 20). Springer-Verlag, Berlin / Heidelberg / New York u. a. 1991.
- J. Walden, O. W. Witte, E.-J. Speckmann (Hrsg.): Epileptische Anfälle. Entstehung und Therapie. Springer-Verlag, Berlin / Heidelberg / New York u. a. 1992.
- E.-J. Speckmann, M. J. Gutnick (Hrsg.): Epilepsy and Inhibition. Urban & Schwarzenberg, München / Wien / Baltimore 1992.
- W. Haschke, E.-J. Speckmann, A. I. Roitbak (Hrsg.): Slow Potential Changes in the Brain. Birkhäuser, Boston / Basel / Berlin 1993.
- S. Zschocke, E.-J. Speckmann (Hrsg.): Basic Mechanisms of the EEG. Birkhäuser, Boston / Basel / Berlin 1993.
- Erwin-Josef Speckmann, Werner Wittkowski: Bau und Funktionen des menschlichen Körpers. 18. Auflage. Urban & Schwarzenberg, München 1994. (20. Auflage: Elsevier/Urban & Fischer, München 2004). Handbuch Anatomie – Bau und Funktionen des menschlichen Körpers. 21. Auflage: Elsevier / Urban & Fischer, München 2020
- Erwin-Josef Speckmann, Jürgen Hescheler, Rüdiger Köhling (Hrsg.): Physiologie.8. Auflage, Elsevier / Urban & Fischer, München-Jena, 2024
- Das Gehirn meiner Kunst. Kreativität und das selbstbewusste Gehirn. Daedalus, Münster 2008. (3. Auflage 2018)
- Grenzflächen. Prinzip der Lebendigkeit im Lebenden. Daedalus, Münster 2013.
- Das Kunst-Ding. Braucht Kunst einen dinglichen Ausdruck? Ein Vorwort aus Hirnforschung und künstlerischer Praxis. Daedalus, Münster 2017.
- Grenzflächen II. Von der ersten Umwelt zu weiteren Umwelten. Daedalus, Münster 2020, ISBN 978-3-89126-288-7.
- Der Geist aus der Kunst. Das unverstandene Wissen und die gefühlte Energie. Essays: I. Kunst – ein Spiel; II. Kunst – eine Vorschule des Betens; III. Kunst – Muster als Ordnungsgefüge; IV. Kunst – Immersion. Daedalus Verlag, Münster 2023, ISBN 978-3-89126-295-5.